# Municipio de Raymond (Arkansas)
El municipio de Raymond (en inglés: Raymond Township) es un municipio ubicado en el condado de Monroe en el estado estadounidense de Arkansas. En el año 2010 tenía una población de 57 habitantes y una densidad poblacional de 1,34 personas por km².

## Geografía
El municipio de Raymond se encuentra ubicado en las coordenadas 34°37′31″N 91°7′6″O / 34.62528, -91.11833. Según la Oficina del Censo de los Estados Unidos, el municipio tiene una superficie total de 42.53 km², de la cual 42,53 km² corresponden a tierra firme y (0 %) 0 km² es agua.

## Demografía
Según el censo de 2010, había 57 personas residiendo en el municipio de Raymond. La densidad de población era de 1,34 hab./km². De los 57 habitantes, el municipio de Raymond estaba compuesto por el 61,4 % blancos, el 38,6 % eran afroamericanos. Del total de la población el 0 % eran hispanos o latinos de cualquier raza.